# Ола Сен Прива
Ола Сен Прива (фр. Aulhat-Saint-Privat) насеље је и општина у централној Француској у региону Оверња, у департману Пиј де Дом која припада префектури Исоар.
По подацима из 2011. године у општини је живело 396 становника, а густина насељености је износила 46,26 становника/km². Општина се простире на површини од 8,56 km². Налази се на средњој надморској висини од 430 метара (максималној 661 m, а минималној 385 m).

## Демографија
| 1962. | 1968. | 1975. | 1982. | 1990. | 1999. | 2011. |
| ----- | ----- | ----- | ----- | ----- | ----- | ----- |
| 240   | 290   | 270   | 303   | 322   | 296   | 396   |

График промене броја становника у току последњих година